# Mungo Park (golfer)
Mungo Park (Musselburgh, 1835 - aldaar, 1904) was een Schotse zeeman en golfer in de 19de eeuw.

## Golfcarrière
Vanaf rond 1870 bleef Park, die zeeman was, aan wal. Hij werd golfprofessional in de ouderwetse zin van het woord. Park speelde, gaf les, maakte golfstokken en -ballen en ontwierp golfbanen. Nadat zijn broer Willie Park Sr al drie keer het Brits Open had gewonnen, won Mungo Park het Open toen het voor de eerste keer in Musselburgh gespeeld werd in 1874.